# Galit Chait

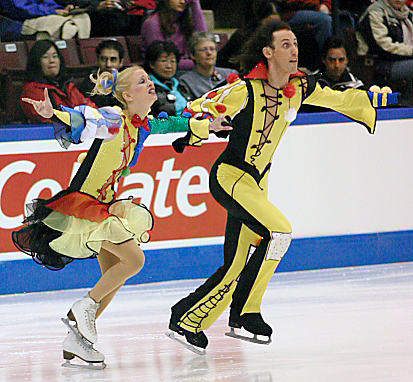
Chait en Sakhnovski in 2003

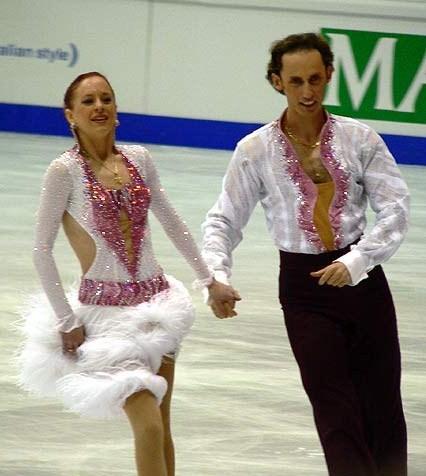
Chait en Sakhnovski in 2006

Galit Chait (Kfar Sava, 29 januari 1975) is een Israëlische kunstschaatsster.
Chait is actief in het ijsdansen en haar vaste sportpartner is Sergei Sakhnovski en zij worden gecoacht door Alexander Zhulin en tweevoudig olympisch kampioen Jevgeni Platov. Voorheen reed ze onder andere met Maxim Sevostianov.
In 2002 werden Chait en Sakhnovski de eerste Israëlische kunstschaatsers ooit die op een WK kunstrijden een medaille wisten te winnen. Ze behaalden toentertijd de bronzen medaille.
| records                | punten | datum      | toernooi                      |
| ---------------------- | ------ | ---------- | ----------------------------- |
| Hoogste totaalscore    | 204.42 | 13-11-2004 | Cup of China 2004             |
| Hoogste verplichte kür | 40.98  | 21-10-2004 | Smart Ones Skate America 2004 |
| Hoogste originele kür  | 63.07  | 12-11-2004 | Cup of China 2004             |
| Hoogste vrije kür      | 106.46 | 18-12-2004 | ISU Grand Prix Final 2005     |

## Belangrijke resultaten
(1994 met Maxim Sevostianov, 1996-2006 met Sergei Sakhnovski)
| Kampioenschap          | 1994 | 1995 | 1996 | 1997 | 1998 | 1999 | 2000 | 2001 | 2002  | 2003 | 2004 | 2005 | 2006 |
| ---------------------- | ---- | ---- | ---- | ---- | ---- | ---- | ---- | ---- | ----- | ---- | ---- | ---- | ---- |
| Olympische Spelen      |      |      |      |      | 14e  |      |      |      | 6e    |      |      |      | 8e   |
| Wereldkampioenschap    | 27e  |      | 23e  | 18e  | 14e  | 13e  | 5e   | 6e   | Brons | 6e   | 7e   | 6e   |      |
| Europees Kampioenschap |      |      |      | 14e  | 12e  | 10e  | 6e   | 5e   | 5e    | 6e   | 5e   | 4e   | 5e   |